# Musca versicolor
Musca versicolor är en tvåvingeart som först beskrevs av Gmelin 1790.  Musca versicolor ingår i släktet Musca, ordningen tvåvingar, klassen egentliga insekter, fylumet leddjur och riket djur. Inga underarter finns listade i Catalogue of Life.